# Wankara
 (décembre 2008).
Le wankara est un instrument de musique andin qui fait partie de la famille des percussions membranophones. C'est une sorte de grand tambour plus large que haut au contraire de son voisin le bombo.